# Alcibiade
Alcibiade (AFI: [alt͡ʃiˈbiade]), figlio di Clinia del demo di Scambonide (in greco antico: Ἀλκιβιάδης?, Alkibiádēs, pronuncia: [alkibiˈadɛːs]; Atene, 450 a.C. – Frigia, 404 a.C.) è stato un militare e politico ateniese.
Oratore e statista di altissimo livello, fu l'ultimo membro di spicco degli Alcmeonidi, il clan aristocratico a cui apparteneva la famiglia di sua madre, poi decaduto con la fine della guerra del Peloponneso. Svolse un ruolo importante nella seconda parte di questo conflitto, come consigliere strategico, comandante militare e politico.
Durante la guerra del Peloponneso, Alcibiade cambiò più volte il proprio partito politico: nella natia Atene, dal 420 al 410 a.C. fu fautore di un'aggressiva politica estera impegnandosi nell'organizzazione della spedizione ateniese in Sicilia, ma passò dalla parte di Sparta quando i suoi oppositori politici lo accusarono del sacrilegio delle erme. A Sparta propose e supervisionò importanti campagne militari contro la sua città natale. Cacciato anche da Sparta, però, fu obbligato a rifugiarsi in Persia, dove divenne consigliere del satrapo Tissaferne, finché i suoi sostenitori politici ateniesi non gli chiesero di tornare. Fu poi generale ad Atene per diversi anni, ma i suoi nemici riuscirono a farlo esiliare una seconda volta.
A detta di molti storici, se avesse potuto comandare la spedizione in Sicilia da lui progettata (guidata invece da Nicia), l'operazione non sarebbe terminata con la disastrosa disfatta degli Ateniesi. Negli anni passati a Sparta, Alcibiade ebbe un ruolo determinante nella caduta di Atene: l'occupazione permanente della città di Decelea e le rivolte di molti territori sotto il controllo di Atene furono da lui consigliate o supervisionate. Una volta tornato alla sua città natale, comunque, ebbe un ruolo cruciale in una successione di vittorie ateniesi che forse avrebbero costretto Sparta alla pace.
Alcibiade favorì tattiche anticonvenzionali, spesso assoggettando città con l'inganno, proponendo negoziati, utilizzando l'arte militare poliorcetica solo in casi estremi. Le qualità politiche e militari di Alcibiade furono spesso utili agli Stati che beneficiarono dei suoi servigi, ma la sua propensione a inimicarsi i potenti gli impedì di rimanere a lungo in uno stesso luogo e, alla fine della guerra, i giorni in cui aveva avuto un ruolo politico importante divennero solo un lontano ricordo.

## Biografia

### Genealogia e tutori

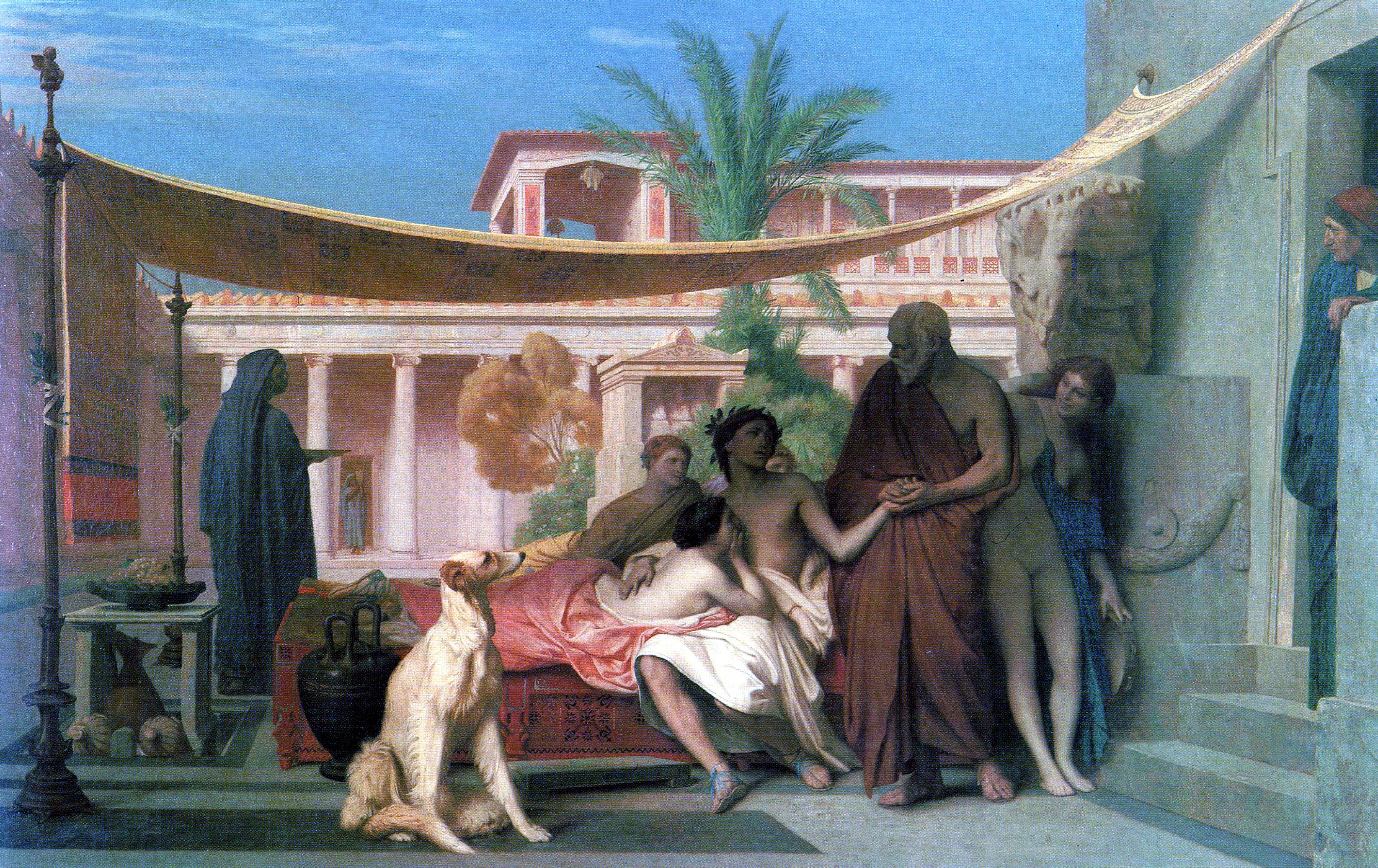
Socrate istruisce Alcibiade nella casa di Aspasia, dipinto di Jean-Léon Gérôme, 1861

Alcibiade era figlio di Clinia, che faceva risalire il proprio lignaggio fino a Eurisace e ad Aiace Telamonio, e di Dinomaca, figlia di Megacle V. Alcibiade, per parte di madre, apparteneva quindi alla potente famiglia degli Alcmeonidi, dato che Pericle e suo fratello Arifrone erano cugini di Dinomaca, poiché il nonno di quest'ultima e il loro nonno materno erano fratelli, entrambi figli di Megacle e Agariste di Sicione.
Suo nonno materno, chiamato anch'egli Alcibiade, era amico di Clistene, il riformatore della costituzione ateniese alla fine del VI secolo a.C.
Dopo la morte di Clinia, avvenuta nella battaglia di Coronea (447 a.C.), Pericle e Arifrone divennero i suoi tutori. Secondo Plutarco Alcibiade ebbe molti insegnanti famosi, tra cui Socrate, e fu ben istruito nella retorica; in contrasto con questo resoconto, Isocrate afferma che Alcibiade non fu mai allievo di Socrate, ma soltanto di Pericle, e aggiunge che il suo presunto legame con Socrate fu creato per screditare quest'ultimo.

### Alcibiade e Socrate
Il rapporto tra Alcibiade e Socrate è spunto di dispute marcate, dovute principalmente alla discordanza nei resoconti di Platone, rinvigoriti dagli scritti di Plutarco, e quelle di Senofonte e Isocrate.
La letteratura dell'epoca, specie quella "socratica", dedicò ampio spazio alla figura di Alcibiade, che infatti è protagonista di due dialoghi di Platone (Alcibiade primo e Alcibiade secondo) e ha un ruolo importante nel Simposio; anche nel Protagora e nel Gorgia viene evocata la sua relazione con Socrate. È protagonista di altri dialoghi composti da Euclide di Megara, Fedone di Elide, Eschine di Sfetto e Antistene.
L'interesse dei socratici nei suoi confronti è conseguenza del suo stretto rapporto con il maestro, di cui sarebbe stato allievo prediletto e amante.
Secondo Senofonte il legame tra i due personaggi sarebbe stato tanto profondo da venire considerato una delle cause della condanna del filosofo nel 399 a.C.: Socrate sarebbe stato ritenuto responsabile dei misfatti commessi da individui come Alcibiade e Crizia, ritenuti suoi allievi, le cui azioni sarebbero state condizionate dai suoi insegnamenti immorali.
(Senofonte, Memorabili, I, 2, 12)
Con questi dialoghi, quindi, i discepoli del filosofo avrebbero tentato di difendere l'operato del maestro, cercando da un lato di motivare il suo legame con questi personaggi, dall'altro di giustificare il fallimento dei suoi insegnamenti.
Tuttavia, uno studio delle fonti coeve alle vite di entrambi presenta una situazione inaspettata: nei testi di Tucidide non si accenna al legame tra Alcibiade e Socrate, mentre le orazioni Contro Alcibiade dello Pseudo-Andocide, Sulla biga di Isocrate e Contro Alcibiade per diserzione di Lisia non alludono al filosofo. Anche Aristofane, riferendosi ad Alcibiade, non lo mette mai in relazione a Socrate.
Plutarco scrive che Alcibiade ebbe una relazione particolarmente stretta con Socrate, tanto che Alcibiade "temeva e riveriva solo Socrate, mentre disprezzava il resto dei suoi ammiratori". Plutarco afferma anche che "tutti si meravigliavano a vederlo dividere i pasti con Socrate, a esercitarsi con lui nella lotta e ad accoglierlo nella sua tenda".
Alcibiade prese parte alla battaglia di Potidea (432 a.C.), dove Platone dice che Socrate gli abbia salvato la vita, e di nuovo nella battaglia di Delio (424 a.C.). Infatti, Plutarco e Platone concordano sul fatto che Alcibiade "fu soldato nella campagna di Potidea con Socrate, suo compagno di tenda e di azione" e che "quando fu ferito, fu Socrate a rialzarlo e difenderlo"; nonostante ciò, Antistene sostiene che Alcibiade fu salvato da Socrate a Delio, e non a Potidea.
Plutarco invece narra come a Delio, con gli Ateniesi in rotta, Alcibiade fece da scorta e difese il filosofo.
(Plutarco, Alcibiade, 6, 2)
Le fonti sembrano concordare sul fatto che Alcibiade, allievo di Socrate, sia un esempio dei rischi che gli empi insegnamenti di quest'ultimo potevano provocare per la città. Mentre le testimonianze sulla relazione fra i due personaggi fornite da Platone risultano tutt'altro che univoche: in particolare Platone si contraddice sul periodo di frequentazione fra questi due personaggi, altro elemento negativo è il silenzio delle fonti precedenti sul legame fra Socrate e Alcibiade, a cui si aggiunge l'assenza di ogni riferimento a un rapporto erotico tra i due nell'opera di Senofonte.
Per quanto possiamo saperne, quasi certamente Alcibiade e Socrate si conoscevano veramente, dato il ristretto circolo aristocratico presente ad Atene, ma la loro relazione, qualunque essa fosse, fu enfatizzata dopo il processo subito dal filosofo e col tempo è divenuta un topos centrale nella biografia di entrambi.
A ogni modo Senofonte pare completamente all'oscuro dell'aspetto erotico della relazione tra i due personaggi. La natura della relazione tra Alcibiade e Socrate divenne comunque un argomento frequente all'interno delle discussioni della cosiddetta "scuola socratica", ed è dunque verosimile supporre che anche Platone abbia tentato di difendere il maestro da tali accuse e che quindi cerchi in qualche modo di dare una risposta alle accuse che volevano Socrate responsabile delle malefatte compiute dal suo giovane discepolo anche nel Simposio e soprattutto nell'Alcibiade, cioè nei dialoghi in cui Alcibiade compare e svolge un ruolo significativo.

### Carattere
La tradizione riporta alcuni episodi che evidenziano il carattere ribelle di Alcibiade. Bisogna però considerare che secondo David Gribble non bisogna sempre prestare fede alle ricostruzioni di Plutarco, perché potrebbe aver utilizzato testimonianze inaffidabili per la ricostruzione della biografia del politico ateniese.
Plutarco, per esempio, racconta che una volta Alcibiade volle incontrarsi con Pericle ma gli fu detto che lo statista non poteva riceverlo, perché stava studiando come presentare agli Ateniesi il resoconto del suo mandato politico. Alcibiade allora rispose: "Non sarebbe meglio che studiasse come non presentare il resoconto agli Ateniesi?"
Un'altra volta diede senza motivo un pugno a Ipponico, un ricco Ateniese, suscitando lo sdegno generale. Alcibiade si recò quindi a casa di Ipponico e gli mostrò la schiena invitandolo a frustarlo. Non solo Ipponico lo perdonò, ma gli diede in moglie la figlia Ipparete. Ella fu fedele al marito tutta la vita a dispetto delle sue relazioni extraconiugali dandogli due bambini, una femmina e un maschio chiamato Alcibiade il Giovane.
Secondo un aneddoto riportato da Andocide e Plutarco, una volta Alcibiade prese a pugni il rivale Taurea, durante una competizione per ottenere una coregia. Per tutta risposta, gli spettatori presero in simpatia Taurea applaudendo il suo coro e rifiutandosi invece di ascoltare quello di Alcibiade.
Un esempio della natura ambiziosa di Alcibiade fu il fatto che durante i Giochi olimpici del 416 a.C., partecipò alla corsa dei carri con ben sette carri, più di quanto ogni altro privato cittadino avesse mai fatto fino ad allora. Tre dei suoi carri arrivarono rispettivamente primo, secondo e quarto.
La leggenda che si tramanda del cane senza coda presenta Alcibiade nel palcoscenico della storia come un personaggio pubblico abile gestore della propria immagine. Lo scandalo creato dal taglio della bellissima coda del proprio cane avrebbe avuto l'obiettivo di calamitare l'attenzione degli ateniesi su questo episodio in modo tale che la stessa attenzione non potesse cadere su episodi ben più gravi che lo riguardavano.

### Carriera politica fino al 412 a.C.

#### Ascesa

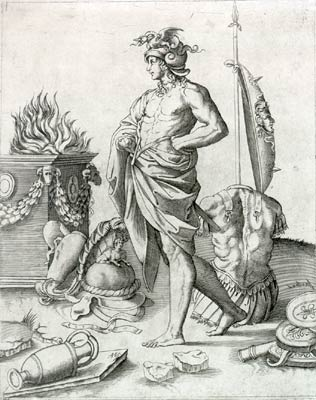
Alcibiade di Agostino Veneziano

L'ascesa politica di Alcibiade ebbe inizio quando egli cominciò a dar voce all'ala populista che vedeva negativamente la pace di Nicia e agognava una più marcata politica espansionistica. Gli storici Arnold W. Gomme e Raphael Sealey affermano, dando credito alle parole di Tucidide, che Alcibiade fosse offeso dal fatto che gli Spartani gli avevano preferito come interlocutori nelle trattative di pace Nicia e Lachete, trascurandolo per il fatto che era giovane.
L'accordo di pace, lungi dall'essere rispettato, fu causa di numerose dispute interpretative e ciò convinse Sparta a inviare ambasciatori ad Atene con pieni poteri per dissipare i malumori. Gli Ateniesi li ricevettero benevolmente, però Alcibiade li incontrò in segreto prima che andassero a parlare all'ecclesia e disse loro che quest'ultima era arrogante e molto ambiziosa; li sollecitò a lasciare da parte il loro incarico diplomatico di rappresentanti con pieni poteri, permettendogli di assisterli nel dialogo coi politici ateniesi facendo leva sulla sua influenza. Gli ambasciatori furono d'accordo e, impressionati dalla dialettica di Alcibiade, si allontanarono dalle posizioni di Nicia, il quale invece voleva sinceramente stringere un accordo cogli Spartani.
Il giorno dopo, durante l'assemblea, tradendo la dichiarazione di intenti, Alcibiade chiese agli ambasciatori quali poteri fossero stati concessi loro da Sparta per i negoziati e loro, come accordato, risposero che non avevano ricevuto pieni poteri. Affermazione in diretta contrapposizione con quanto affermato il giorno prima; Alcibiade colse l'occasione per gettare sospetti sulla loro credibilità e distruggerne la reputazione. Questo fatto imbarazzò Nicia e, di conseguenza, rafforzò la posizione di Alcibiade, che venne nominato generale.
Alcibiade si servì della sua maggiore influenza per stringere un'alleanza con Argo, Mantinea, Elis e altre città del Peloponneso, minacciando il dominio di Sparta nella regione.
(A.W. Gomme, A Historical Commentary on Thucydides, 70)
L'alleanza non ebbe però successo a causa della sconfitta nella battaglia di Mantinea.
Gli anni 416 e 415 a.C. furono testimoni di una complessa lotta politica tra Iperbolo contrapposto ai suoi antagonisti, Nicia e Alcibiade. Iperbolo tentò di farli ostracizzare, ma Alcibiade e Nicia riuscirono, grazie alla loro influenza combinata, a far esiliare proprio Iperbolo: sia Nicia sia Alcibiade avevano un proprio seguito personale, i cui voti erano determinati dai desideri dei capi.
Alcibiade non fu tra i generali coinvolti nella cruenta occupazione dell'isola di Melo (416-415 a.C.), ma Plutarco afferma che fu uno dei sostenitori del decreto col quale a Melo furono uccisi tutti gli uomini adulti e ridotti in schiavitù le donne e i bambini. Andocide afferma che Alcibiade ebbe un figlio da una di queste schiave.

#### Spedizione in Sicilia
Nel 415 a.C. giunsero ad Atene gli ambasciatori della città elima di Segesta, in Sicilia, per chiedere aiuti nella guerra che li vedeva contrapposti alla siceliota Selinunte, alleata di Siracusa.
Durante il dibattito che seguì, Nicia fu fermamente contrario all'intervento ateniese, spiegando come una campagna del genere sarebbe stata troppo dispendiosa per le casse della città, ed attaccò le motivazioni e la persona stessa di Alcibiade, che era emerso come sostenitore della spedizione.
Alcibiade nel suo discorso affermò che questo nuovo teatro di guerra avrebbe arricchito Atene e ne avrebbe esteso enormemente la sfera di influenza, tanto da farle eguagliare la grandezza dell'Impero achemenide: gli Ateniesi, a parer suo, sarebbero riusciti a reclutare degli alleati nella regione e, così facendo, a conquistare la stessa Siracusa, la città più potente della Sicilia. Secondo Tucidide, Alcibiade sperava addirittura di prendere anche Cartagine, in modo da ottenere vantaggi personali in gloria e denaro.
Nonostante l'entusiastico discorso di Alcibiade in favore dell'intervento:
(Tucidide, VI, 16;17;18.)
fu Nicia, una volta chiaritosi sugli intenti dell'assemblea, che trasformò quello che doveva essere un intervento simbolico a sostegno di Segesta in una grande spedizione, facendo credere la conquista della Sicilia possibile e sicura. Infatti fu su consiglio di Nicia che la flotta fu aumentata da 60 navi a "140 galere, equipaggiate con 5.100 opliti, 1.300 arcieri, frombolieri e fanti leggeri".
Il filosofo Leo Strauss sottolinea che la spedizione in Sicilia non sarebbe mai stata tentata in simili circostanze sotto Pericle.
Ma la vera intenzione di Nicia era quella di sottoporre all'ecclesia una richiesta di truppe talmente onerosa da dissuadere i sostenitori della spedizione, che però ottenne l'effetto opposto, rendendoli ancora più entusiasti. Contro i suoi desideri, fu nominato generale assieme ad Alcibiade e Lamaco e a ognuno dei tre furono dati pieni poteri per fare qualunque cosa fosse nell'interesse di Atene mentre erano in Sicilia.
Durante i preparativi, una notte, tutte le erme (le statue che raffiguravano Ermes ai crocicchi delle strade principali) in Atene furono mutilate; questo atto di profanazione sacrilega fu visto come un cattivo auspicio per la missione e fece scoppiare uno scandalo giudiziario. Plutarco spiega che Androcle, oppositore di Alcibiade, ingaggiò falsi testimoni per accusare lui e i suoi amici delle mutilazioni e di aver profanato i misteri eleusini. In seguito i suoi avversari, tra i cui capi c'erano Androcle stesso e Tessalo, figlio di Cimone, ingaggiarono degli oratori per sostenere che Alcibiade avrebbe dovuto prima compiere la spedizione e poi essere processato al ritorno. Alcibiade, sospettando le loro intenzioni, chiese di essere processato immediatamente, nonostante rischiasse la pena di morte, difendendo così di persona la sua reputazione; la sua richiesta non fu accolta e la flotta salpò, senza che la questione fosse stata risolta. Come Alcibiade aveva sospettato, la sua assenza favorì i suoi nemici che lo accusarono di aver intrapreso azioni e fatto commenti sacrileghi, affermando che questi fatti erano collegati a un suo complotto anti-democratico. Secondo Tucidide gli Ateniesi, avendo paura della deriva tirannica, vedevano con sospetto tutti i politici influenti.
Quando la flotta attraccò a Katane (l'odierna Catania) trovò la trireme ateniese Salaminia che stava aspettando di riportare Alcibiade e gli altri imputati ad Atene affinché fossero sottoposti a giudizio per la mutilazione delle erme e per la profanazione dei misteri eleusini. Alcibiade disse agli araldi che li avrebbe seguiti con la sua nave, ma fuggì invece a Thurii, nel Bruzio (l'odierna Calabria): ad Atene fu dichiarato colpevole in contumacia e condannato a morte, le sue proprietà furono confiscate e fu promessa una taglia di un talento a chiunque avesse ucciso uno dei fuggitivi.
Intanto la spedizione ateniese in Sicilia, dopo qualche vittoria, si diresse verso Messina, dove gli strateghi si aspettavano che i loro alleati, all'interno delle mura, consegnassero loro la città. Ma Alcibiade, sapendo che sarebbe stato estradato, diede informazioni agli amici dei Siracusani che si trovavano a Messina perché impedissero agli Ateniesi di conquistare la città. Con la morte di Lamaco in battaglia, poco tempo dopo, il comando della spedizione fu affidato a Nicia, che gli storici moderni hanno valutato come inadatto alla guida delle truppe.

#### A Sparta
Dopo essersi dileguato a Thurii, Alcibiade contattò velocemente gli Spartani, "promettendo di rendere loro aiuti e servigi in modo ancor più determinante di quando non avesse causato loro difficoltà da nemico" in cambio di protezione. Essi accettarono la sua offerta e lo accolsero in città. A Sparta, dove si stava discutendo dell'eventualità o meno di un invio di aiuti a Siracusa, Alcibiade partecipò al dibattito e instillò negli efori spartani una certa paura nei confronti dell'ambizione ateniese, spiegando come intendessero conquistare la Sicilia, l'Italia e forse anche Cartagine.
La minaccia ateniese sembrò quindi immediata e Alcibiade riuscì a convincere gli Spartani a mandare un contingente guidato da Gilippo ad aiutare e a riorganizzare i Siracusani.
Egli cercò di creare una sintonia con l'uditorio attraverso il ricordo della politica anti-tirannica della propria famiglia, atteggiamento che li accomunava alla politica spartana.
La democrazia venne presentata come l'unica alternativa al potere dispotico e come la forma di governo che aveva reso Atene grande e libera. Tuttavia Alcibiade, in questo discorso, prese le distanze dall'ordinamento politico della propria città, mostrando di disprezzare questo regime:
(Discorso di Alcibiade agli Spartani, come registrato da Tucidide (VI, 89); Tucidide non garantisce l'accuratezza verbale di quanto scritto.)
Si trattava di una dichiarazione politica che si allontanava dagli ideali democratici ateniesi, avvicinandosi piuttosto a una politica oligarchico-moderata. Tuttavia, più che motivate da veri orientamenti politici, le parole di Alcibiade sono da intendersi come dettate dal bisogno, personale e contingente, di creare una base di comunicazione con gli Spartani: doveva convincerli non solo a dimenticare la precedente condotta, cercando di porla sotto una luce diversa, ma soprattutto doveva farsi accettare da loro, dimostrando di avere gli stessi interessi.
Non si può tuttavia valutare se questo cambiamento sia da imputarsi effettivamente ad Alcibiade, o se faccia piuttosto parte dell'abilità di Tucidide nel creare discorsi "verosimili", che forzano in parte la realtà per adeguarsi alla sua visione della guerra del Peloponneso.
Infine Alcibiade spiegava le ragioni di quello che si presentava come un tradimento della propria patria attraverso un ragionamento sofistico. All'interno del suo sistema di valori, orientato al soddisfacimento egoistico dei propri desideri, l'idea di patriottismo assume un significato nuovo: Alcibiade stravolge il senso della partecipazione politica e la polis diventa il palcoscenico sul quale recitare il proprio ruolo da protagonista:
(Tucidide VI 92.3-4)
Lo storico Donald Kagan, dell'università di Yale, pensa che Alcibiade abbia volontariamente esagerato, dando enfasi nell'esporre gli ambiziosi piani degli Ateniesi, in modo tale che gli Spartani si convincessero che l'aiuto da lui fornito fosse loro veramente utile; Kagan afferma che Alcibiade non aveva ancora acquisito la sua fama "leggendaria" e che gli Spartani lo vedevano come "un uomo sconfitto e braccato" la cui politica "aveva prodotto danni strategici senza alcun risultato decisivo". Se tale interpretazione è esatta, uno dei più grandi talenti di Alcibiade fu senza dubbio la capacità oratoria altamente persuasiva.
Alcibiade fu consigliere militare di Sparta e aiutò gli Spartani a ottenere molti successi cruciali. Consigliò loro di costruire un forte permanente a Decelea, ad appena 16 chilometri da Atene e con vista sulla città. Facendo ciò costrinsero gli Ateniesi ad allontanarsi dalle loro case, dai loro raccolti e dalle miniere di argento di capo Sunio. La mossa fu devastante per Atene e costrinse i cittadini a vivere all'interno delle Lunghe Mura tutto l'anno, facendo in modo che i loro approvvigionamenti alimentari dipendessero interamente dai traffici marittimi. Vedendo Atene assediata, alcuni membri della Lega delio-attica cominciarono a organizzare una rivolta. In seguito alla disastrosa sconfitta ateniese in Sicilia, Alcibiade navigò verso la Ionia con una flotta spartana e continuò a persuadere alcune città cruciali per la sopravvivenza della lega alla ribellione.
Nonostante questi considerevoli contributi alla causa spartana, Alcibiade ben presto perse il favore del governo spartano, presieduto da Agide II. La causa scatenante fu l'attribuzione di paternità di Leotichida, il figlio nato dalla moglie di Agide, Timea, allo stesso Alcibiade. L'influenza di Alcibiade si ridusse ancora di più dopo il ritiro di Endio, l'eforo che gli faceva i favori più grandi. Si suppone che l'ammiraglio spartano Astioco avesse ricevuto ordine di uccidere Alcibiade, ma quest'ultimo fu avvertito in tempo e fuggì presso il satrapo persiano Tissaferne, che aveva finanziato le forze peloponnesiache nel 412 a.C.

#### In Asia Minore

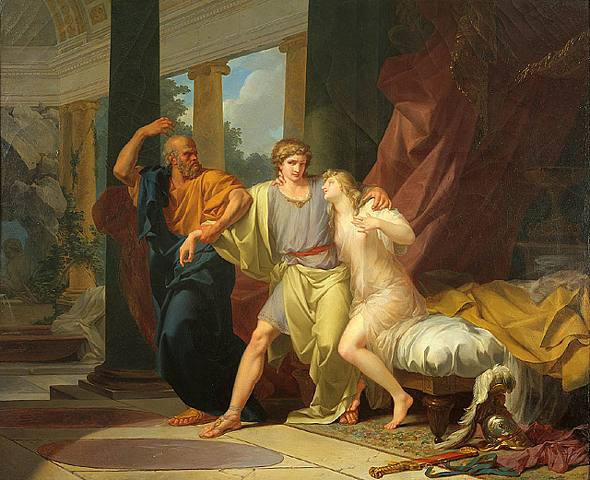
Jean-Baptiste Regnault, Socrate distoglie Alcibiade dal piacere di un abbraccio sensuale, 1791

Al suo arrivo a Sardi, Alcibiade ottenne ben presto la fiducia del potente satrapo a cui diede vari consigli politici. 
Secondo Tucidide Alcibiade, presso Tissaferne, cominciò a fare tutto ciò che poteva per danneggiare la causa spartana. In qualità di consigliere suggerì di ridurre i finanziamenti alla flotta peloponnesiaca cominciando a erogarli saltuariamente. Poi, di sedurre i trierarchi e gli strateghi delle polis greche con donativi in denaro, in modo da renderli arrendevoli.
Infine Alcibiade disse al satrapo di non aver fretta nel portare la flotta persiana nel conflitto visto che i due contendenti, Atene e Sparta, si sarebbero stancati di più quanto più a lungo la guerra fosse durata: «e, dopo aver diminuito il potere ateniese il più possibile, eliminare immediatamente il paese dei Peloponnesiaci»; ciò avrebbe permesso ai Persiani di conquistare più facilmente la regione vincendo di conseguenza la guerra.
Sebbene il consiglio di Alcibiade giovasse ai Persiani, esso fu solamente un pretesto; Tucidide ci dice che il vero motivo fu di usare la sua supposta influenza presso i Persiani per realizzare il suo ritorno ad Atene.

### Richiamo ad Atene

#### Negoziati con gli oligarchi ateniesi

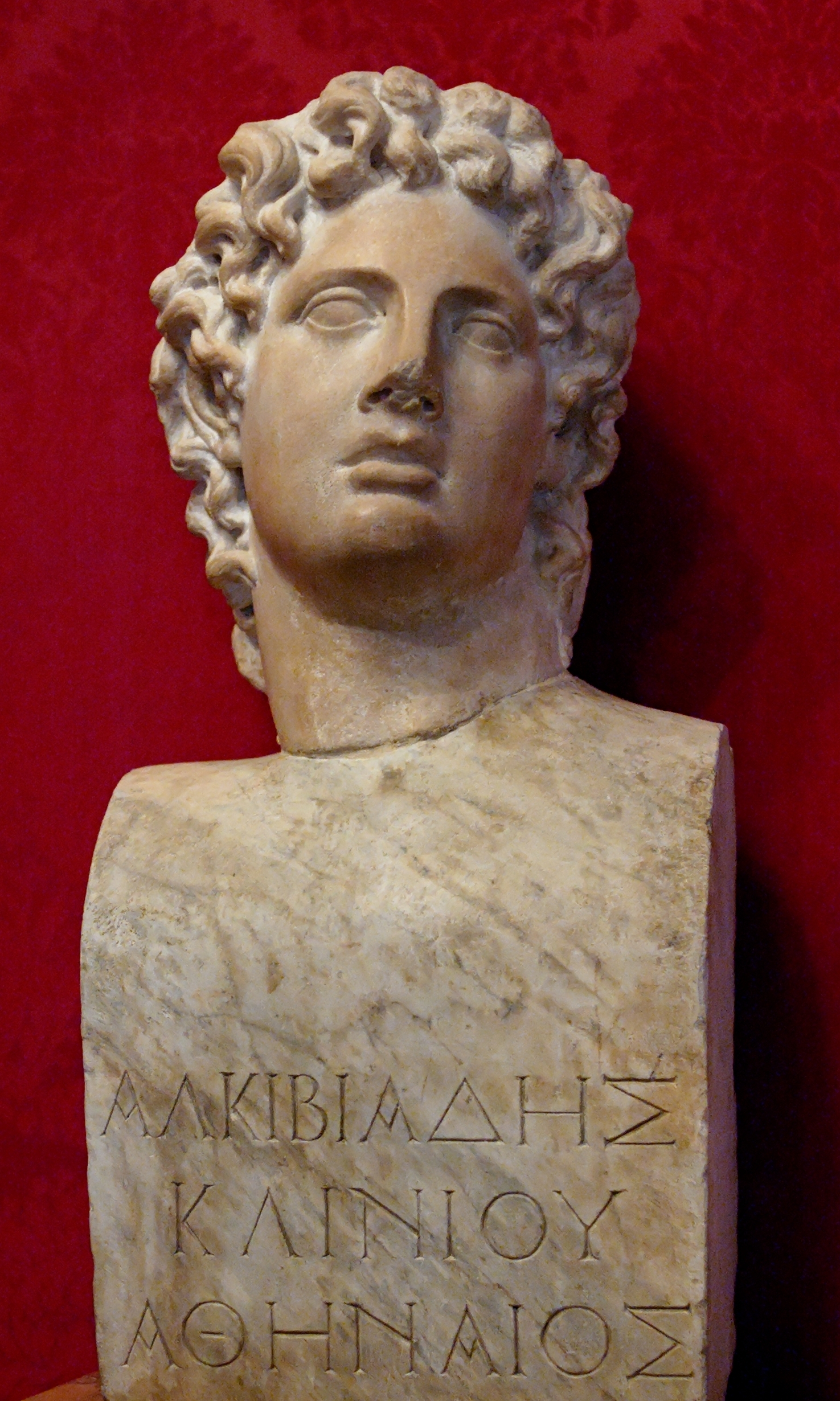
Busto maschile idealizzato, tradizionalmente identificato come Alcibiade (Roma, Musei Capitolini)

L'Alcibiade alle "dipendenze" di Tissaferne, lavorò in modo da far sembrare la "democrazia radicale" incompatibile col suo ritorno in terra natia. Perciò intrecciò corrispondenza coi navarchi Ateniesi di stanza con la flotta a Samo, ai quali suggerì che, se avessero instaurato un governo oligarchico a lui amico, sarebbe tornato ad Atene portando con sé in dote finanziamenti persiani e, probabilmente, una flotta persiana di 147 triremi. Alcibiade riuscì a convincere gli ufficiali più influenti, ma per raggiungere il suo obiettivo doveva fare in modo che la costituzione ateniese venisse cambiata, il suo ritorno fosse messo al voto e Tissaferne e il re di Persia si convertissero alla causa ateniese.
La maggior parte degli ufficiali della flotta ateniese accettò il piano e accolse con favore la prospettiva di una costituzione più limitata, che avrebbe permesso loro di avere una maggiore influenza politica. L'idea di un cambiamento dell'ordinamento politico ad Atene incontrò l'opposizione della maggior parte dei soldati e dei marinai, ma "la vantaggiosa prospettiva dell'essere pagati dal re di Persia" fece cambiare loro idea. I cospiratori mandarono Pisandro in missione ad Atene, per trattare il ritorno di Alcibiade e l'abolizione della democrazia in città; così facendo avrebbero ottenuto l'appoggio di Tissaferne.
Secondo Tucidide solo uno dei generali ateniesi a Samo, Frinico, si oppose al piano e ribatté che Alcibiade non si preoccupava dell'oligarchia che proponeva più di quanto non si preoccupasse della tradizionale democrazia. Il coinvolgimento nel complotto di un altro stratega, Trasibulo, non è ancora stato chiarito: Kagan sostiene che fosse uno dei fondatori del piano, favorevole a un'oligarchia moderata, ma che le azioni estreme dei suoi compagni lo avessero escluso dal complotto; Robert Buck, invece, pensa che Trasibulo non sia mai stato coinvolto nel complotto, anche perché probabilmente non era a Samo in quei mesi.
Frinico, temendo che Alcibiade, dopo essere ritornato, si vendicasse di lui poiché gli si era opposto, mandò una lettera segreta all'ammiraglio spartano Astioco. In essa comunicava che Alcibiade stava facendo il doppio gioco, consigliando Tissaferne a sostegno della causa ateniese, e rivelandogli espressamente il resto del complotto. Astioco giunto a Magnesia incontrò Alcibiade e Tissaferne, ai quali parlò della lettera di Frinico. Alcibiade rispose mandando alle autorità di Samo una lettera contro Frinico, esponendo ciò che aveva fatto e chiedendo di condannarlo a morte. Frinico scrisse nuovamente ad Astioco, disperato, offrendogli la possibilità di distruggere la flotta ateniese a Samo: Astioco rivelò anche questo ad Alcibiade, che informò gli ufficiali di Samo che erano stati traditi da Frinico. Alcibiade comunque non fu ascoltato, poiché Frinico aveva anticipato la sua lettera e, prima che le accuse arrivassero, disse all'esercito che era stato informato di un piano nemico per attaccare il campo e che loro avrebbero dovuto fortificare Samo il prima possibile.
Nel frattempo, Pisandro assieme ad altri inviati, arrivò ad Atene dove tenne un discorso al popolo. La proposta di Pisandro vinse il dibattito, mettendo in luce le prospettive allettanti promesse da Alcibiade. L'ecclesia depose Frinico ed elesse Pisandro e altri dieci inviati per negoziare con Tissaferne e Alcibiade.
A questo punto, il piano di Alcibiade incontrò un grosso ostacolo: Tissaferne non voleva stringere un accordo in nessun modo, volendo proseguire la sua politica neutrale; come fa rilevare Kagan, Tissaferne era un satrapo prudente e aveva compreso i vantaggi del logoramento delle due parti, senza diretto coinvolgimento persiano. Alcibiade, capita la situazione, incominciò a presentare agli Ateniesi pretese sempre più assurde per conto di Tissaferne, tentando di convincerli che Tissaferne volesse sì aiutarli, ma che essi dovevano in cambio sottostare a più pressanti richieste.
Sebbene gli inviati fossero contrariati per l'audacia delle rivendicazioni persiane, essi tuttavia partirono coll'impressione che Alcibiade potesse aver portato a un accomodamento tra i poteri nella regione; questo fallimento alla corte di Tissaferne, comunque, pose fine ai negoziati tra Alcibiade e i cospiratori. Questi ultimi, essendo convinti che Alcibiade non potesse mantenere la propria promessa senza accondiscendere alle pretese di Tissaferne, che si erano rivelate troppo vessanti, abbandonarono di comune accordo i piani che riguardavano il suo ritorno ad Atene.

#### Rielezione a stratego
Nonostante il fallimento dei negoziati, i cospiratori riuscirono a rovesciare la democrazia e a imporre il governo oligarchico dei Quattrocento, tra i cui capi vi furono Frinico e Pisandro. Sebbene i natali li avesse avuti proprio a Samo, il colpo di Stato, qui, non ebbe successo; i democratici dell'isola vennero a conoscenza della cospirazione e ne informarono i generali Leonte e Diomedonte, il trierarca Trasibulo e Trasillo (che a quel tempo era solo un oplita). Coll'aiuto di questi uomini e dei soldati che già avevano manifestato in precedenza la loro contrarietà al cambiamento, riuscirono a sconfiggere i 300 oligarchi dell'isola che tentavano di prendere il potere. Le truppe ateniesi di Samo si riunirono in un'assemblea politica, deposero i loro generali e ne elessero di nuovi, includendovi Trasibulo e Trasillo. Stabilito che essi non si erano ribellati alla città ma che la città si era ribellata a loro, decisero di mantenersi fedeli alle istituzioni democratiche, continuando la guerra contro Sparta.
Dopo qualche tempo Trasibulo convinse l'assemblea militare a votare il ritorno di Alcibiade, una politica che aveva sostenuto fin da prima del suo colpo di Stato; quindi andò a prendere Alcibiade in Lidia e tornò a Samo con lui. L'obiettivo di questa mossa si prefiggeva di togliere l'appoggio persiano agli Spartani, poiché si credeva che Alcibiade avesse ancora una grande influenza su Tissaferne. Plutarco afferma che l'obiettivo dell'esercito fosse di usare l'influenza di Alcibiade per deporre i tiranni di Atene; Kagan sostiene che i termini del suo ritorno furono una delusione per Alcibiade, che aveva sperato in un rientro glorioso ad Atene; si trovò sostenuto solo da una flotta ribelle, dove l'immunità dalle persecuzioni che gli era stata garantita "lo proteggeva per il tempo presente ma non da future rese dei conti"; per di più, egli aveva sperato che la fine del suo esilio fosse dovuta al suo prestigio e alla sua influenza, quando invece era da ricercare nella capacità politica di Trasibulo.
Nel suo primo discorso all'assemblea delle truppe, Alcibiade si lamentò amaramente delle circostanze del suo esilio, ma gran parte del suo intervento si incentrò sulla sua presunta influenza nei confronti di Tissaferne; l'intento principale della sua orazione fu anche quello di rendere gli oligarchi ateniesi timorosi della sua presenza e di migliorare la sua reputazione nei confronti dell'esercito di stanza a Samo. Dopo averlo ascoltato, la flotta lo elesse subito generale insieme a Trasibulo e agli altri; Alcibiade, infatti, li eccitò talmente che essi proposero di salpare subito per il Pireo e attaccare gli oligarchi ad Atene. Fu in primo luogo lui, assieme a Trasibulo, a calmarli e a mostrar loro la follia di quest'idea, che avrebbe provocato una guerra civile e che avrebbe causato l'immediata sconfitta di Atene.
Poco dopo la ricomparsa di Alcibiade nello scacchiere politico ateniese, il governo dei Quattrocento fu rovesciato e rimpiazzato da una più larga oligarchia, che avrebbe forse lasciato il posto a una democrazia.
Intanto Alcibiade raggiunse Tissaferne via mare con una flottiglia; secondo Plutarco, l'intento di questa missione era di fermare la flotta persiana che stava andando in aiuto dei Peloponnesiaci. Tucidide concorda con Plutarco sul fatto che il contingente navale persiano fosse ad Aspendos e che Alcibiade avesse detto alle truppe che avrebbe portato dalla loro parte quella flotta o che, perlomeno, avrebbe impedito che essa intervenisse a sostegno di Sparta. Tucidide poi ipotizza che la vera ragione fosse quella di presentare la sua posizione a Tissaferne e di tentare un accordo di massima da presentare a Samo; secondo lo storico, Alcibiade avrebbe saputo da tempo che Tissaferne non avrebbe mai acconsentito di mettere a repentaglio l'integrità delle sue unità navali.

#### Battaglie di Abido e Cizico

Strategia ateniese nella battaglia di Cizico: la "forza-esca" di Alcibiade (blu) guidò la flotta spartana (nera) in mare aperto, voltandosi poi contro di lei. Gli squadroni di Trasibulo e Teramene si muovono dietro le navi spartane, tagliando loro la ritirata, in modo da intrappolare gli Spartani fra tre gruppi di navi ateniesi: una forza molto più grande di quella che gli Spartani si sarebbero inizialmente aspettati di dover fronteggiare

Alcibiade fu richiamato dal "regime intermedio" dei Cinquemila, il governo che succedette ai Quattrocento nel 411 a.C., ma è più probabile che abbia aspettato fino al 407 a.C. per ritornare effettivamente in città. Plutarco racconta che, nonostante la richiesta del suo ritorno fosse già stata approvata su richiesta di Crizia, suo alleato politico, Alcibiade decise di tornare solo dopo un trionfo militare.
L'evento che gli avrebbe fruttato la fama tanto agognata fu la battaglia di Abido. Alcibiade, rimasto a Samo con poche triremi, mentre Trasibulo e Trasillo conducevano la flotta nell'Ellesponto, riuscì a racimolare una discreta quantità di denaro in Caria e dalle aree vicine, con la quale pagò i rematori e armò altre navi. Dopo la battaglia di Cinossema entrambe le flotte radunarono tutte le navi di presidio nel mar Egeo per quello che forse sarebbe stato lo scontro decisivo; mentre Alcibiade era ancora in viaggio, esse si scontrarono ad Abido, dove i Peloponnesiaci avevano posto la loro principale base navale. La battaglia fu equilibrata e durò a lungo, ma la bilancia s'inclinò a favore degli Ateniesi quando Alcibiade arrivò con diciotto triremi nell'Ellesponto.
Viste le difficoltà il satrapo persiano Farnabazo II, che aveva rimpiazzato Tissaferne come sostenitore della flotta peloponnesiaca, spostò il suo esercito lungo la costa per difendere i marinai che avevano tirato in secca le loro navi; solo il loro intervento e la venuta della notte salvarono l'armata navale dalla completa distruzione.
Poco dopo la battaglia, Tissaferne arrivato nell'area dello scontro incontrò Alcibiade, che lasciata la flotta a Sesto, gli conferì doni in omaggio sperando di portare in appoggio ad Atene il governo persiano. Evidentemente Alcibiade giudicò male la sua posizione presso il satrapo e venne arrestato al suo arrivo. Dopo un mese riuscì a scappare e riprese il comando delle operazioni. Ora era ovvio che, comunque, non aveva più influenza presso i Persiani: da allora la sua autorità dipese da ciò che poteva fare, piuttosto che da ciò che aveva promesso di fare.
Dopo un intervallo di vari mesi, nei quali i Peloponnesiaci riarmarono nuove navi e gli Ateniesi assediarono numerose città sfuggite al controllo della Lega delio-attica raccogliendo denaro in tutto il mar Egeo, si riaccese lo scontro per il controllo dell'Egeo. La battaglia di Cizico, nel 410 a.C., ne fu la conseguenza.
Alcibiade era stato costretto a fuggire da Sesto a Cardia per proteggere le sue triremi dalla flotta peloponnesiaca, ma appena quella ateniese si fu riunita i suoi comandanti la portarono a Cizico, dove secondo gli informatori ateniesi Farnabazo e Mindaro, comandante della flotta peloponnesiaca, stavano programmando insieme la mossa successiva. Favorite dal maltempo e dall'oscurità, le forze ateniesi combinate si avvicinarono senza essere scoperte dai Peloponnesiaci; lì gli Ateniesi elaborarono un piano per costringere alla battaglia il nemico. Secondo Diodoro Siculo, Alcibiade avanzò con una piccola flottiglia, che funse da esca per gli Spartani e, dopo aver ingannato con successo Mindaro grazie al suo piano, le unità navali di Trasibulo e Trasillo si unirono al suo contingente, tagliando la ritirata agli Spartani.
Il professor Robert J. Littman, della Brandeis University, sottolinea come i resoconti di Diodoro e Senofonte differiscano, per quanto riguarda l'attribuzione del merito della vittoria: Senofonte giustifica la vittoria ateniese con l'arrivo di una tempesta, mentre Diodoro all'astuzia di Alcibiade; molti storici però, prediligono il resoconto di Senofonte mentre Jean Hatzfeld fa notare che il resoconto di Diodoro contiene molti particolari interessanti.
La flotta spartana subì ingenti perdite nella ritirata e raggiunse la costa cogli Ateniesi alle calcagna. Le truppe di Alcibiade, guidando l'inseguimento, presero terra e cercarono di spingere di nuovo le navi nemiche in mare; i Peloponnesiaci combatterono per evitare che le loro navi fossero portate via e le truppe di Farnabazo vennero in loro soccorso. Trasibulo sbarcò le sue truppe per alleviare temporaneamente la pressione su Alcibiade e contemporaneamente ordinò a Teramene di congiungersi alle forze terrestri ateniesi lì vicino, portando queste ultime in soccorso dei marinai e delle truppe da sbarco presenti sulla spiaggia. Gli Spartani e i Persiani, sopraffatti dall'arrivo di più contingenti da diverse direzioni, furono scacciati e sconfitti, mentre gli Ateniesi catturarono tutte le navi spartane salvatesi dalla distruzione. Una lettera mandata a Sparta da Ippocrate, vice-ammiraglio di Mindaro, fu intercettata dagli Ateniesi; recitava: "Le navi sono perse. Mindaro è morto. Gli uomini stanno morendo. Non sappiamo cosa fare." Poco dopo Sparta chiese la pace, ma questa offerta fu respinta dagli Ateniesi, istigati da Cleofonte.

#### Ulteriori successi militari
Dopo la vittoria ottenuta a Cizico, nel 409 a.C. Alcibiade e Trasibulo incominciarono ad assediare Calcedonia, forti del sostegno di una flotta composta da 190 navi. Anche se non ottennero una vittoria definitiva e non riuscirono a costringere la città alla resa, Alcibiade riuscì a vincere una piccola battaglia tattica alle porte della città e Teramene concluse un accordo coi Calcedonesi.
Giunto nel Chersoneso Tracico, Alcibiade attaccò Selimbria, dove organizzò un complotto col partito filo-ateniese della città, offrendo loro delle ragionevoli condizioni di pace, imponendo una ferrea disciplina per tutelarne l'attuazione. Non fece niente alla città e, presa una certa somma di denaro, vi lasciò una guarnigione e ripartì; alcune epigrafi testimoniano che, dopo essersi arresi, gli abitanti di Silivri consegnarono degli ostaggi. Gli storici giudicano positivamente questa sua operazione dato che essa gli permise di guadagnare tempo e soldi.
Nel 408 a.C. aiutò Trasibulo e Teramene ad assediare la città di Bisanzio. Una parte dei cittadini, affamata e demoralizzata, decise di arrendersi agli Ateniesi chiedendo condizioni simili a quelle ottenute da Silivri. Durante la notte all'ora prestabilita, i difensori che avevano aderito alla congiura lasciarono le loro postazioni e gli Ateniesi poterono attaccare indisturbati la guarnigione spartana; a un certo punto, vista la ferocia con cui si battevano coloro che erano rimasti leali agli Spartani, Alcibiade compì la mossa decisiva, promettendo loro salva la vita se avessero aderito alla causa ateniese. Appagati, anch'essi voltarono le spalle agli Spartani, che furono totalmente annientati.

### Ritorno ad Atene, licenziamento e morte

#### Ritorno ad Atene
Nella primavera del 407 a.C., Alcibiade si decise a tornare ad Atene ma nonostante le sue recenti vittorie fu estremamente cauto: i cambiamenti di governo avvenuti, la teorica condanna che pendeva ancora su di lui e il grande danno che aveva recato alla città quando era stato alleato di Sparta, potevano influenzare negativamente l'opinione pubblica. Quindi Alcibiade, invece di tornare direttamente in patria, andò prima a Samo a prendere venti navi, colle quali si diresse nel golfo Ceramico in Caria, dove raccolse una somma di denaro pari a 100 talenti di argento; direttosi alla foce dell'Eurota, controllò le operazioni spartane nei dintorni del porto del Giteo e raccolse informazioni sulla reazione degli Ateniesi venuti a conoscenza del suo imminente ritorno. Seppe così che essi erano ben disposti nei suoi confronti e che i suoi migliori amici attendevano con ansia il suo arrivo.
Giunse così presso il porto del Pireo, dove la folla si accalcava per vederlo, eppure la paura di Alcibiade non svanì finché non vide suo cugino e gli altri suoi amici e conoscenti, che lo invitarono a sbarcare. A terra fu accolto come un eroe; alcuni videro come un cattivo presagio il fatto che ritornasse il giorno della festa della Plinteria, visto che questo giorno era considerato come il più sfortunato dell'anno e che, quindi, non era consigliabile che vi accadesse nulla di importante. I suoi nemici ne presero nota e lo tennero a mente per future occasioni.
Tutti i procedimenti giudiziari contro Alcibiade furono cancellati e le accuse di blasfemia furono ufficialmente ritirate. Alcibiade riuscì a convincere del suo pentimento gli Ateniesi guidando la processione solenne a Eleusi, la prima che si svolgesse sulla terraferma dopo l'occupazione spartana di Decelea. La processione era stata rimpiazzata da un tragitto per mare, ma quell'anno Alcibiade riuscì, con una scorta di soldati, a permettere che essa si svolgesse secondo il canone tradizionale. Le sue proprietà gli furono restituite e l'assemblea lo nominò "comandante supremo delle forze di terra e di mare".

#### Sconfitta di Nozio

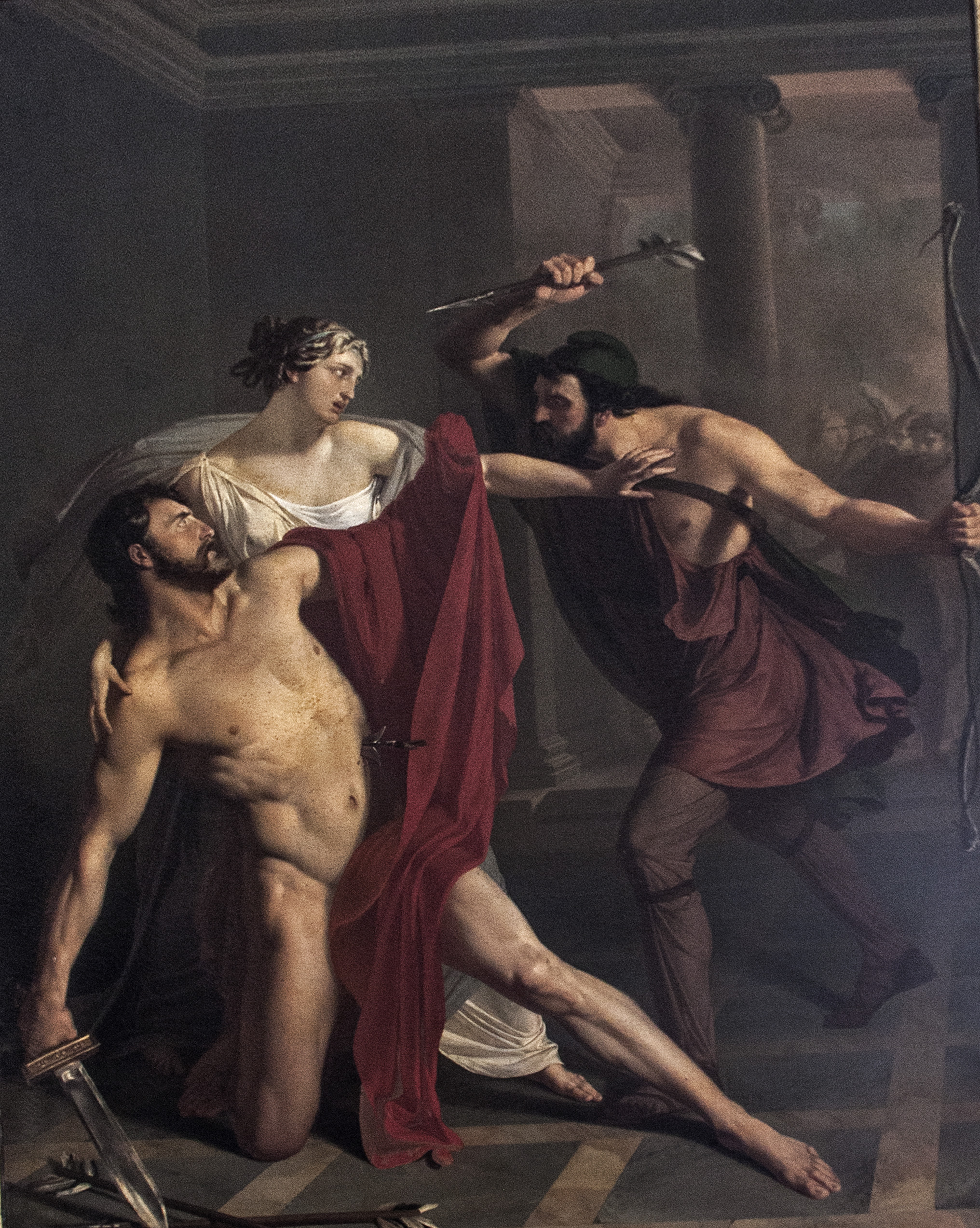
Michele de Napoli, Morte di Alcibiade (1839 circa, Napoli, Museo archeologico nazionale)

Nel 406 a.C. Alcibiade partì da Atene con 1 500 opliti e una flotta di 100 navi. Non riuscendo nell'assedio di Andro, si diresse a Samo e poi a Nozio, località più vicina al nemico che si trovava a Efeso.
Nel frattempo Ciro, rimpiazzato Tissaferne al comando della satrapia di Lidia e Caria, aveva deciso di aiutare finanziariamente i Peloponnesiaci. L'aumento delle paghe spinse molti rematori ateniesi nella flotta spartana, ora comandata dall'abile Lisandro, che aveva sostituito lo sfortunato Mindaro: questi fattori causarono un rapido rafforzamento della flotta peloponnesiaca, a danno di quella ateniese. In cerca di fondi e avendo bisogno di un'altra battaglia decisiva, Alcibiade lasciò Nozio e andò ad aiutare Trasibulo nell'assedio di Focea. Alcibiade era consapevole della vicinanza della flotta spartana, perciò mise 80 navi a sorvegliarla, lasciandone il comando al suo timoniere personale Antioco, al quale aveva dato espressamente l'ordine di non attaccare Lisandro. Antioco disobbedì e si sforzò di spingere Lisandro a combattere, tentando di imitare le tattiche usate a Cizico quattro anni prima. La situazione di Nozio, però, era radicalmente diversa: gli Ateniesi non avevano dalla loro parte l'effetto sorpresa, visto che Lisandro era ben informato riguardo alla loro flotta dai disertori. Infatti, l'improvviso attacco spartano ordinato da Lisandro affondò la nave di Antioco, il resto della flotta "esca" fu inseguito fino a Nozio, dove il grosso della flotta ateniese fu colto impreparato; le perdite ammontarono a ventidue navi. Alcibiade tornò subito dopo e tentò disperatamente di riscattarsi con una vittoria, ma Lisandro non abboccò.
La responsabilità della sconfitta, naturalmente, ricadde su Alcibiade, e i suoi nemici riuscirono a farlo rimuovere dall'incarico, anche se alcuni storici moderni ritengono che la colpa principale fosse di Antioco. Diodoro Siculo afferma che, oltre che per la sconfitta di Nozio, Alcibiade fu esautorato anche per delle false accuse montate dai suoi oppositori; secondo il professore di storia antica Anthony Andrewes la delusione delle aspettative di vittoria, da lui create quell'estate, furono decisive per la sua caduta.
Dopo la condanna Alcibiade andò in esilio e si diresse a nord stabilendosi nei suoi castelli del Chersoneso Tracico, senza più tornare ad Atene. La conseguenza più importante della sua caduta, comunque, fu probabilmente l'esautorazione dei suoi principali alleati (Trasibulo, Teramene e Crizia); questo triste episodio tolse ad Atene i suoi migliori comandanti militari dell'epoca e contribuì certamente alla sua sconfitta finale, concretizzatasi colla disastrosa sconfitta di Egospotami del 404 a.C.

#### Ultimi anni
Dopo Nozio, Alcibiade non ebbe più alcuna influenza politica. Il suo unico tentativo di rientrare in gioco avvenne prima della battaglia di Egospotami: recatosi dai generali ateniesi, spiegò loro che erano accampati in una posizione svantaggiosa e li consigliò di recarsi a Sesto, dove avrebbero potuto trarre vantaggio dalla presenza del porto e della città;
Diodoro riferisce invece che offrì l'aiuto del re della Tracia, Amadoco I, in cambio di una parte di comando. Anche Plutarco menziona l'episodio, dicendo che "Alcibiade salì a cavallo e andò dare una lezione ai generali. Disse che il loro ancoraggio era cattivo: il posto non aveva né un porto né una città e loro dovevano andare a far provviste a Sesto". Bernadotte Perrin ritiene più affidabile il resoconto di Diodoro rispetto a quello di Senofonte. Andrew Wolpert afferma che "non ci vuole un lettore cinico per capire, anche dal resoconto di Senofonte, che Alcibiade stava cercando di fare i suoi interessi quando andò a informare i generali dei loro errori tattici". In ogni caso i generali ateniesi, pensando che "in caso di sconfitta la colpa sarebbe stata loro e in caso di vittoria il merito sarebbe stato di Alcibiade", gli chiesero di andarsene e di non tornare più. Qualche giorno dopo la loro flotta fu annientata da Lisandro.

#### Morte
Dopo la sconfitta di Atene, Alcibiade andò in Frigia, sperando di assicurarsi l'aiuto del nuovo re di Persia, Artaserse, per combattere l'egemonia militare spartana in Grecia, ma non ebbe fortuna, venendo ucciso nel 404 a.C.
I fatti riguardanti la morte di Alcibiade sono in gran parte incerti, visto che i resoconti sono discordanti. Secondo Isocrate tra i maggiori responsabili si annoverano sicuramente gli Spartani, ma al loro insediamento anche i Trenta tiranni, così come tutta la Grecia, temevano un'azione di Alcibiade, quindi i potenziali colpevoli sono più di uno. Anche se molti dei dettagli non possono essere verificati, la versione più verosimile, quella di Plutarco, è questa: Lisandro mandò un inviato a Farnabazo, che ordinò a suo fratello di andare in Frigia, dove Alcibiade viveva coll'amante Timandra, giovane di buona famiglia. A questo punto ci sono due versioni della storia: secondo una i mandanti degli assassini erano Spartani, secondo l'altra erano i parenti di Timandra. L'assassinio si consumò mentre Alcibiade si stava preparando per raggiungere la corte persiana; la sua casa fu circondata e incendiata ed egli, non vedendo alcuna possibilità di fuga, si precipitò sui suoi assassini col pugnale in mano venendo trafitto e ucciso da una moltitudine di frecce.
Secondo Aristotele il luogo della morte di Alcibiade fu il monte Elafo, in Frigia.

## Considerazioni

### Carriera politica

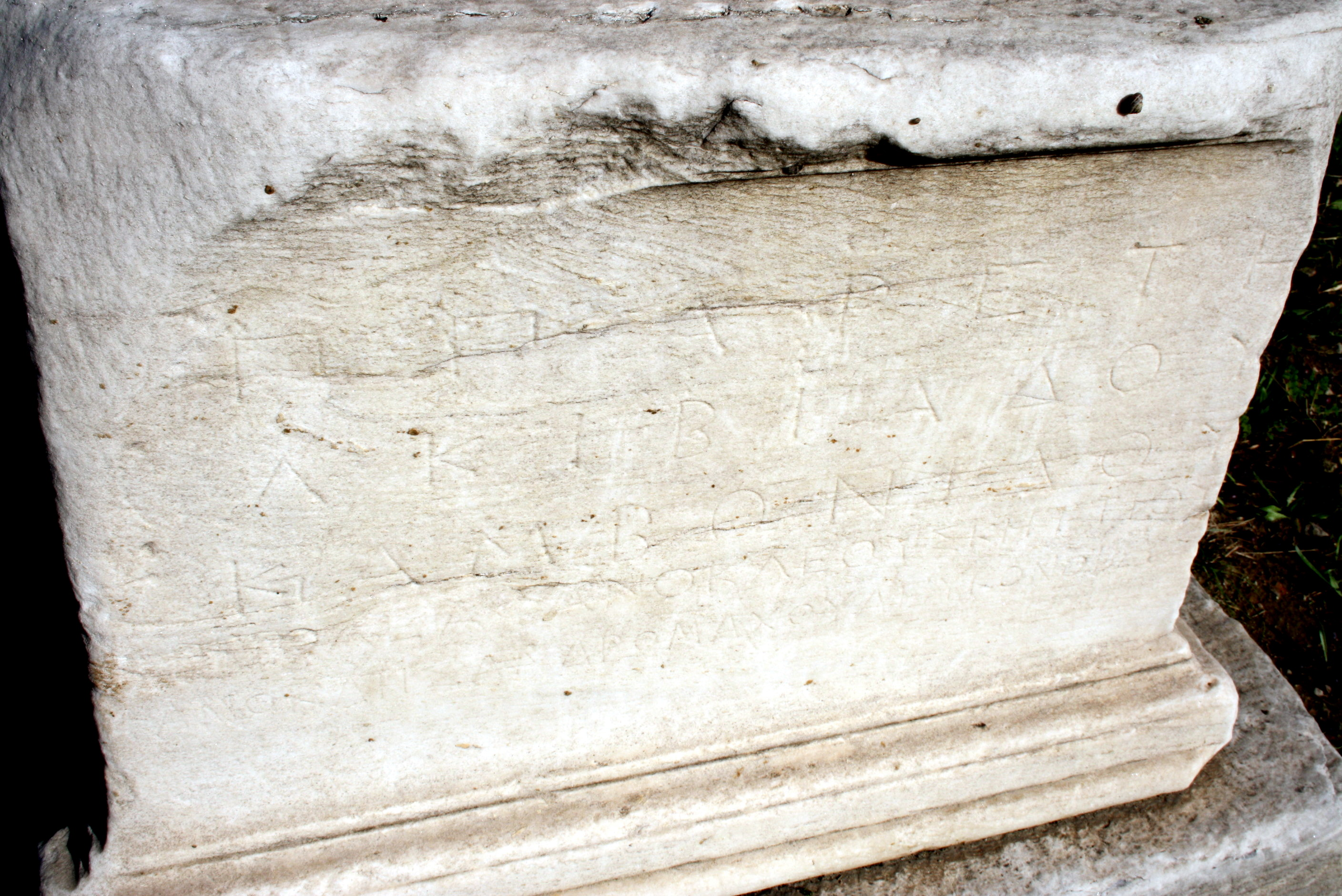
Epitaffio di Ipparetea, figlia di Alcibiade. Cimitero delle Ceramiche, Atene

Per l'antica Grecia, Alcibiade fu una figura di primo piano: Tucidide lo giudicò "troppo ambizioso" nel proporre la spedizione in Sicilia con l'intento di "arricchirsi e diventar famoso coi suoi successi". Non lo ritiene però direttamente responsabile della sconfitta di Atene: "le sue abitudini offesero tutti, facendo in modo che gli Ateniesi si affidassero ad altre mani, che poco dopo rovinarono la città"; Plutarco lo dipinge come "il meno scrupoloso e il più imprudente degli esseri umani"; d'altro canto, però, Diodoro afferma che era "di spirito brillante e desideroso di grandi imprese"; Sharon Press, dell'università Brown, afferma che Senofonte enfatizzò i servizi che aveva reso allo Stato, minimizzando i danni che aveva arrecato a esso;
Demostene, invece, sostiene Alcibiade, argomentando che difese con patriottismo la democrazia, e non con doni o discorsi, ma in prima persona; per Demostene e altri oratori Alcibiade incarnò la figura del grande uomo durante i giorni gloriosi della democrazia ateniese, divenendo un simbolo retorico. Uno dei discorsi di Isocrate, pronunciato da Alcibiade il Giovane, dichiarava che Alcibiade meritava la gratitudine degli Ateniesi per i servigi che aveva reso loro; Lisia, però, affermava che Alcibiade doveva essere considerato un nemico per il tenore generale della sua vita, visto che "ripagò col male il bene fattogli dai suoi amici". Nella Costituzione degli Ateniesi Aristotele non include Alcibiade nella lista dei migliori politici ateniesi, ma negli Analitici posteriori un uomo coraggioso come Alcibiade è distinto "dall'equanimità in mezzo alle vicissitudini della vita e dal non sopportare il disonore". Alcibiade destò preoccupazione ai concittadini della sua epoca per la sicurezza dell'ordinamento politico, perciò Andocide scrisse di lui che, "invece di decidere di conformarsi alle leggi dello stato, si aspettava che tu ti conformassi al suo modo di vivere".
Una delle frasi più famose su Alcibiade, scritta da Cornelio Nepote, diceva che "Alcibiade sorpassava tutti gli Ateniesi in splendore e tenore di vita".
Ancora oggi, Alcibiade divide gli storici: per Malcolm F. McGregor, ex capo del Dipartimento di Storia Classica dell'Università della Columbia Britannica, Alcibiade fu più uno scaltro giocatore d'azzardo che un mero opportunista; Evangelos P. Fotiadis, importante filologo greco, afferma che Alcibiade "era un diplomatico di prima classe" e che "aveva enormi qualità"; anche se le sue abilità spirituali non erano controbilanciate dalla sua magnifica mente, aveva l'abilità di governare un popolo predisposto alla demagogia; Konstandinos Paparrigopulos, un importante storico greco, sottolinea le sue "virtù spirituali" e lo confronta con Temistocle, ma aggiunge che tutte queste qualità crearono "un traditore, un uomo audace ed empio"; Walter Ellis crede che le sue azioni fossero oltraggiose, ma compiute con brio;
David Gribble, invece, afferma che le azioni di Alcibiade non furono comprese dalla città di Atene e aggiunge che "le tensioni che portarono Alcibiade a rompere con essa furono dovuti a problemi puramente personali e civici". Invece lo storico inglese Russell Meiggs giunge alle conclusione che Alcibiade fosse totalmente privo di scrupoli, nonostante il suo grande fascino e le notevoli abilità: Meiggs pensa che le sue azioni fossero state dettate da motivazioni egoistiche e che il suo antagonismo con Cleone e i suoi successori abbiano distrutto Atene; lo stesso studioso sottolinea come "il suo esempio di ambizione inquieta e indisciplinata rafforzò l'accusa contro Socrate".
Ancora più criticamente, Athanasios G. Platias e Constantinos Koliopoulos, professori di studi strategici e di politica internazionale, sentenziano che le ragioni di Alcibiade "dovrebbero essere sufficienti a distruggere l'idea che Alcibiade fosse un grande stratega, come alcune persone credono ancora"; da un diverso punto di vista, la psicologa Anna C. Salter cita Alcibiade come dotato di "tutte le classiche caratteristiche della psicopatia"; un'affermazione simile è fatta nel quinto capitolo di The Mask of Sanity di Hervey Cleckley.

### Successi militari

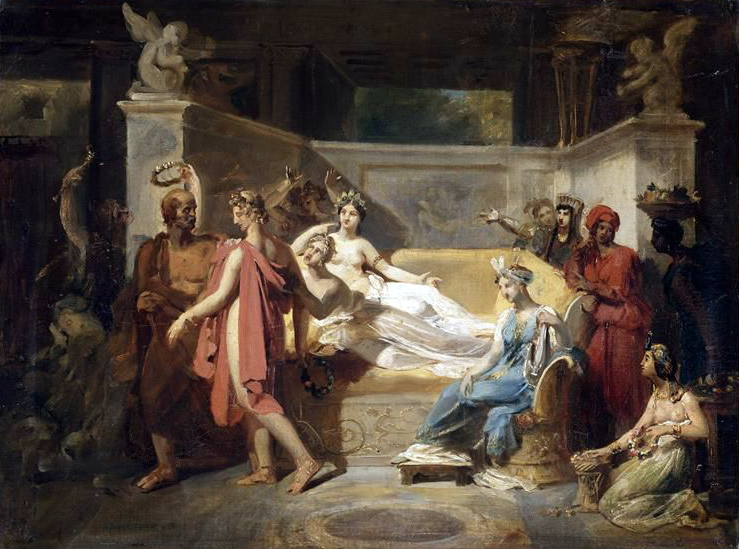
Félix Auvray, Alcibiade colle cortigiane (1833), Museo di Valenciennes

I giudizi riguardanti l'azione militare di Alcibiade sono discordanti. Pur criticandolo, in una breve digressione Tucidide ammette che: "pubblicamente il suo modo di condurre la guerra era il migliore"; Diodoro e Demostene lo considerano un grande generale; secondo Fotiadis, Alcibiade era un generale invincibile e, dovunque andò, vinse. Se avesse guidato l'esercito in Sicilia, gli Ateniesi avrebbero evitato il disastro e, se i suoi compatrioti avessero seguito i suoi consigli a Egospotami, Lisandro avrebbe perso e Atene avrebbe avuto l'egemonia sulla Grecia; d'altro canto, Paparrigopoulos pensa che la spedizione in Sicilia, voluta da Alcibiade, sia stato un errore strategico; opinione condivisa da Platias e Koliopoulos che la giudicarono un errore madornale dovuto al suo "comportamento frivolo e a un'incredibile sottovalutazione del nemico".
Angelos Vlachos, comunque, sottolinea che Atene si interessò alla Sicilia fin dall'inizio della guerra (Plutarco, infatti, scrive che "gli Ateniesi cominciarono ad allungare gli occhi sulla Sicilia ancora quando era vivo Pericle"), mandandovi anche un'ambasciata; secondo Vlachos, la spedizione non aveva niente di strano o avventuroso e costituiva una decisione strategica razionale basata sulle tradizionali aspirazioni di Atene. Aggiunge che Alcibiade aveva già concepito un piano più ampio: conquistare l'intero Occidente, attraverso la sconfitta di Cartagine e l'occupazione della Libia, attaccando poi l'Italia e, dopo averla vinta, prendere il Peloponneso. Infatti la decisione iniziale dell'ecclesia fu di un contingente contenuto, che poi però divenne troppo grande e costoso, causa le richieste di Nicia e quindi adatto a una guerra di conquista più che a un intervento di sostegno alla città di Segesta; lo storico Donald Kagan critica Alcibiade per non aver capito che la grandiosità della spedizione ateniese comprometteva lo schema diplomatico sul quale si basava la sua tattica. Egli pensa che Alcibiade sia stato un comandante estremamente abile, ma non un genio militare, e che la sua esagerata autostima e ambizione abbiano superato le sue effettive capacità. Kagan critica lo stratega per aver affidato a Nozio la flotta al suo timoniere Antioco, aggiungendo che la maggior parte del merito per la notevole vittoria di Cizico vada assegnato a Trasibulo; nel suo giudizio, Kagan concorda con Cornelio Nepote, che disse che la stravagante opinione degli Ateniesi riguardo alle abilità e al valore di Alcibiade fu la loro più grande sfortuna.
Sharon Press afferma che "anche se Alcibiade può essere considerato un buon generale, basandosi sulle sue imprese nell'Ellesponto, non si potrebbe considerarlo allo stesso modo basandosi sul suo operato in Sicilia", ma "la forza delle sue imprese come generale supera, per importanza, i suoi errori"; gli storici David McCann e Barry Strauss, confrontando Alcibiade con il generale statunitense Douglas MacArthur, affermano che "entrambi risaltarono come capi militari a cui si associò un'aura mistica".

### Abilità oratoria

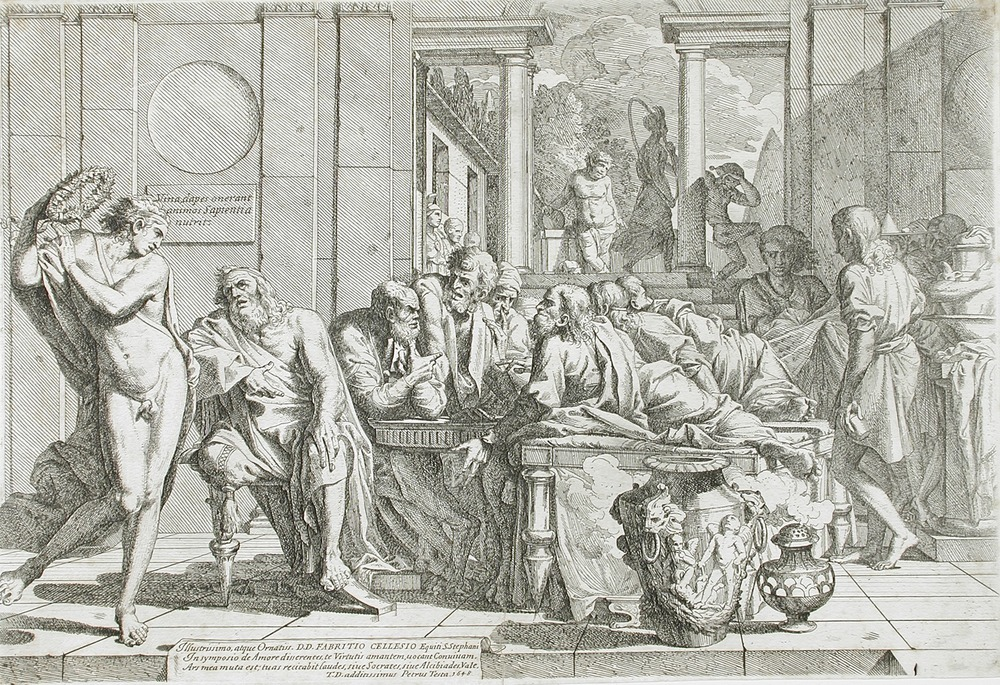
Pietro Testa, Alcibiade, ubriaco, interrompe il simposio (1648)

La capacità dialettica di Alcibiade è stata esaminata dagli studiosi dei tempi antichi e moderni. Tra questi troviamo:
Plutarco riprende quanto detto da Demostene, affermando che era "l'oratore migliore dell'epoca, in aggiunta alle sue altre doti", e aggiunge che, secondo Teofrasto, era il più bravo a capire quali argomenti erano più adatti in una determinata situazione, esprimendosi con un vocabolario così ricercato che a volte si metteva in difficoltà ricercandone l'espressione più adatta; anche il suo sigmatismo, notato da Aristofane, contribuiva a rendere le sue parole persuasive e piene di fascino; Eupoli scrive che era "il principe degli oratori, ma il più incapace nel parlare", sembra che i suoi discorsi privati fossero migliori di quelli davanti all'assemblea.
Paparrigopoulos non crede al resoconto di Demostene, ma sostiene che lo statista ateniese sapeva comunque difendere efficacemente le sue idee; anche Kagan riconosce l'abilità oratoria di Alcibiade, mentre Thomas Habinek, professore di storia classica all'University of Southern California, sostiene che l'atteggiamento di Alcibiade mutava a seconda dei suoi ascoltatori: secondo Habinek, gli Ateniesi rispondevano all'affetto di Alcibiade amando se stessi; quindi, quando parlava, era "un'istituzione della città che parlava - e amava - se stessa"; 
secondo Aristofane, "Atene lo desidera, lo odia, ma comunque lo vuole avere".

## Riferimenti nella Letteratura
Alcibiade non è stato risparmiato dalla commedia antica e le storie attestano un confronto tra Alcibiade ed Eupoli, simile a quello tra Aristofane e Cleone. Appare anche come personaggio in molti dialoghi socratici (Simposio, Protagora, Alcibiade primo e secondo, così come nei dialoghi eponimi di Eschine Socratico e Antistene); quest'ultimo, probabilmente per la sua esperienza personale, descrive Alcibiade ricordando soprattutto la sua straordinaria forza psichica, il suo coraggio e la sua bellezza, dicendo che «se Achille non gli assomigliava, non era poi così bello». Nel suo processo, Socrate, dovendo ribattere il tentativo di incolparlo anche dei crimini commessi da suoi ex allievi, incluso Alcibiade, dichiara nella sua Apologia: «Non sono mai stato l'insegnante di qualcuno». Aristofane, invece, prendeva in giro il suo accentuato sigmatismo nella sua commedia Le vespe, ma poi ne Le rane fa pronunciare a Eschilo una delle riflessioni più efficaci su Alcibiade: «Non bisogna allevare nella città un cucciolo di leone, ma quando lo hai allevato devi adattarti alle sue abitudini». Alcibiade è inoltre dipinto come uno dei più stretti amici di Cleone.
Nel Medioevo e nel Rinascimento, la figura di Alcibiade è presente in numerose opere, descritto come comandante militare e studente di insegnamenti socratici: nei Canterbury Tales di Geoffrey Chaucer; I sileni di Alcibiade, un capitolo negli Adagia di Erasmo da Rotterdam; ne Il libro del Cortegiano di Baldassarre Castiglione; nel Gargantua e Pantagruel di Rabelais; nei Saggi di Michel Eyquem de Montaigne; in Timone d'Atene di William Shakespeare, scritto probabilmente anche con Thomas Middleton; la tragedia teatrale Alcibiades di Thomas Otway.
L'Alcibiade fanciullo a scola, scritto da Antonio Rocco, fu pubblicato nel 1652 in forma anonima, e chiamato il primo romanzo omosessuale.
Alcibiade ha costituito una fonte d'ispirazione gli scrittori moderni, specialmente quelli di romanzi storici. In On the Knees of the Gods (1908), Anna Bowman Dodd racconta la spedizione di Alcibiade contro la Sicilia. The Jealous Gods (1928) di Gertrude Atherton è un altro romanzo su Alcibiade e l'antica Atene. In Tides of War (2000) di Steven Pressfield, il personaggio di Alcibiade è quello che incombe di più sulla narrazione, proprio come ebbe il maggiore impatto sulla Guerra del Peloponneso. Imbattuto durante la sua carriera di generale e ammiraglio, la vita di Alcibiade si è svolta come una tragedia epica, con le tensioni tra il suo genio e l'arroganza che ne ha segnato la fine. Nel romanzo di Daniel Chavarría, "L'occhio di Cibele" (El ojo de Cibeles, altro titolo El ojo Dindymenio, 1993), un romanzo che ricrea in chiave romanzata gli scandali e gli intrighi politici che occuparono il fronte interno ateniese al culmine della Guerra del Peloponneso, Alcibiade è il personaggio centrale ed è descritto come uno dei generali più potenti di Atene e uno dei principali contendenti per ottenere il favore sia di Pericle che del popolo. Alcibiade compare anche nel romanzo satirico Figurati! ("Picture This", 1988) di Joseph Heller.
Altri romanzi che includono Alcibiade come personaggio principale sono i seguenti: Achilles His Armour (1955) di Peter Green; The Shining (1965) di Stephen Marlowe; Flowers of Adonis (1969) di Rosemary Sutcliff; Timandra (Τιμάνδρα, 1994), dello scrittore greco Theodor Kallifatides, narra la storia degli anni di passione fra Alcibiade e Timandra; The Plot to Save Socrates, un romanzo di fantascienza di Paul Levinson, un viaggio nel tempo dove si raccontano molte avventure dell'ateniese successive alla sua morte; Unraveling Time (2006) di Kurt R.A. Giambastiani; United States of Banana (2011), romanzo postmodernista di Giannina Braschi, che presenta Alcibiade, Parmenide, Diotima e Lachete (mentre il romanzo spanglish della Braschi Yo-Yo Boing! (1998) presenta Alcibiade che spettegola su Socrate). 
L'ultimo grande romanzo storico apparso è Alkibiades (2023) del classicista olandese Ilja Leonard Pfeijffer, bestseller di vendite.
I racconti nei quali è presente l'aristocratico ateniese sono: "Uma Visita de Alcebíades" (1875), di Machado de Assis, parla di Alcibiade che si presenta a un agente di polizia nel Brasile del XIX secolo; The Gods Abandon Alcibiades (2001), di Joel Richards, candidato al Premio Nebula per il miglior racconto breve; The Daimon, racconto di storia alternativa pubblicato nel 2002 da Harry Turtledove, il libro comincia con Alcibiade che comanda la spedizione in Sicilia e ottiene una vittoria decisiva, prima di tornare ad Atene; unendo le polis greche, Alcibiade le guida alla conquista dell'Impero persiano, che invece sarebbe stato sconfitto solo ottant'anni dopo dal re macedone Alessandro Magno.

#### Altri riferimenti culturali
Alcibiade è un ruolo nel Socrate di Erik Satie (1918), un'opera per voce e piccola orchestra (o pianoforte). (Il testo è composto da estratti della traduzione di Victor Cousin di opere di Platone, con tutti i testi scelti che fanno riferimento a Socrate.)
Alcibiade è menzionato nella regola II della 44ª legge ("Disarmare e infuriarsi coll'effetto specchio") ne Le 48 leggi del potere di Robert Greene, dove si parla della sua abilità di imitare la gente sia in presenza degli Spartani sia dei Persiani.
Alcibiade appare come un personaggio ricorrente di spicco nel videogioco del 2018 Assassin's Creed: Odyssey, ambientato nell'antica Grecia all'inizio della guerra del Peloponneso. Nel gioco, Alcibiade affida al protagonista diverse missioni, offrendo anche un'opzione romantica per incontri sessuali. Fedele alla sua natura storica, molte delle sue missioni hanno motivazioni nascoste che lo aiutano a ottenere potere finanziario e politico; tuttavia, viene rappresentato in modo positivo, schierandosi dalla parte dei personaggi principali contro gli antagonisti del gioco.
Alcibiade appare nella prima stagione del webcomic Everywhere & Nowhere nel ruolo principale.